# پرواز ۶۳ خطوط آمریکن ایرلاینز
پرواز ۶۳ خطوط هوایی آمریکا، یک هواپیمای دی سی- ۳بود که به نام «پرچمدار میسوری» شناخته می‌شد و در تاریخ ۱۵ اکتبر ۱۹۴۳ در نزدیکی سنترویل، تنسی سقوط کرد. این حادثه به دلیل تشکیل یخ بر روی بال‌ها و پروانه‌های هواپیما رخ داد. در این سانحه، تمام هشت مسافر و سه عضو خدمه جان خود را از دست دادند.

## شرح حادثه
این پرواز در میانه راه دچار یخ زدگی(هوانوردی) شد و پس از ورود به واماندگی سقوط کرد و همه سرنشین‌های هواپیما پس از سقوط کشته شدند.